# هارکروده
هارکروده (به آلمانی: Harkerode) یک منطقهٔ مسکونی در آلمان است که در آرناشتاین، زاکسن-آنهالت واقع شده‌است. هارکروده ۳۳۷ نفر جمعیت دارد.